# Ancienne bourse de Vienne

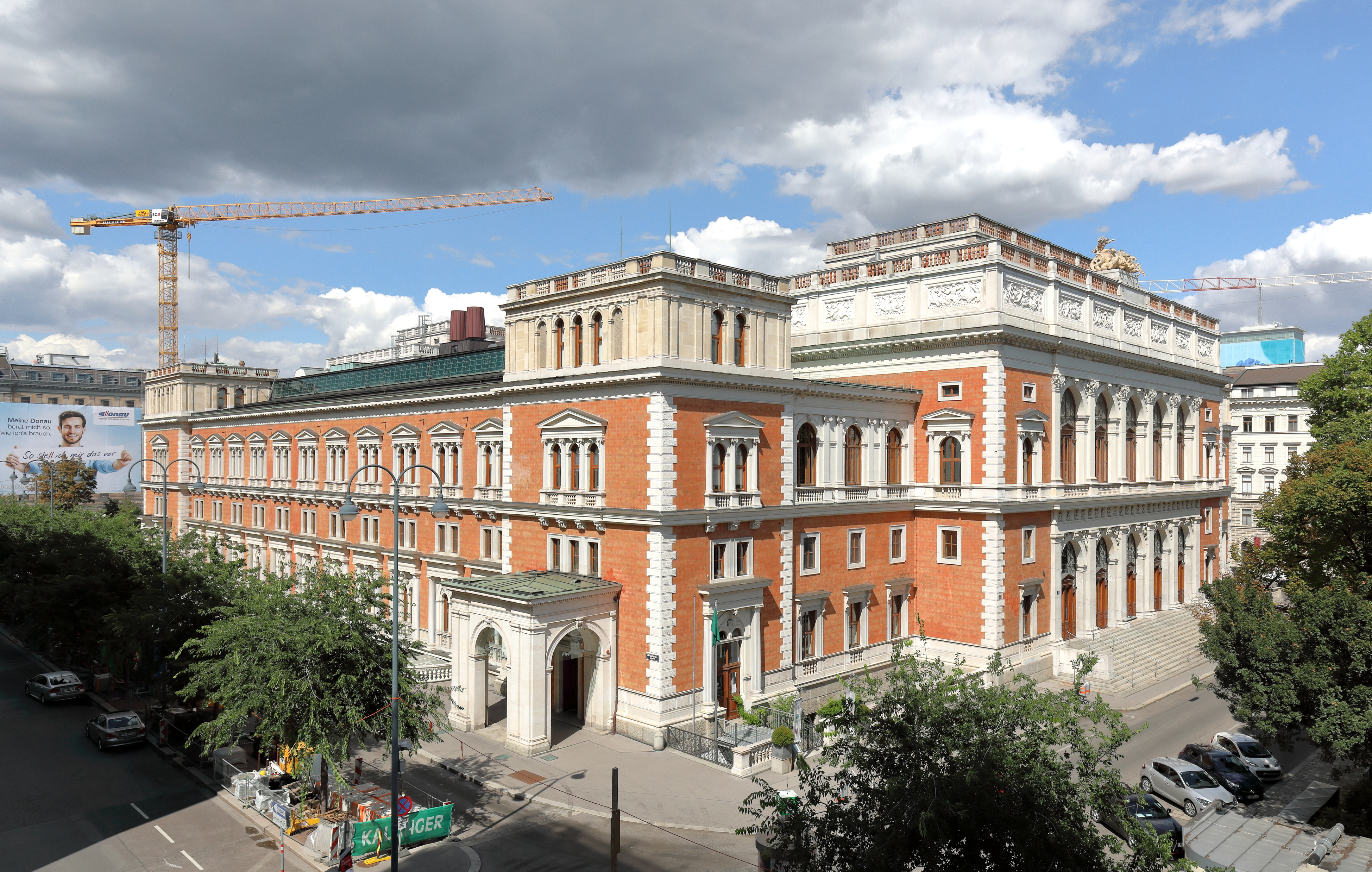
Bourse de Vienne, au coin de la Wipplingerstraße / Börseplatz

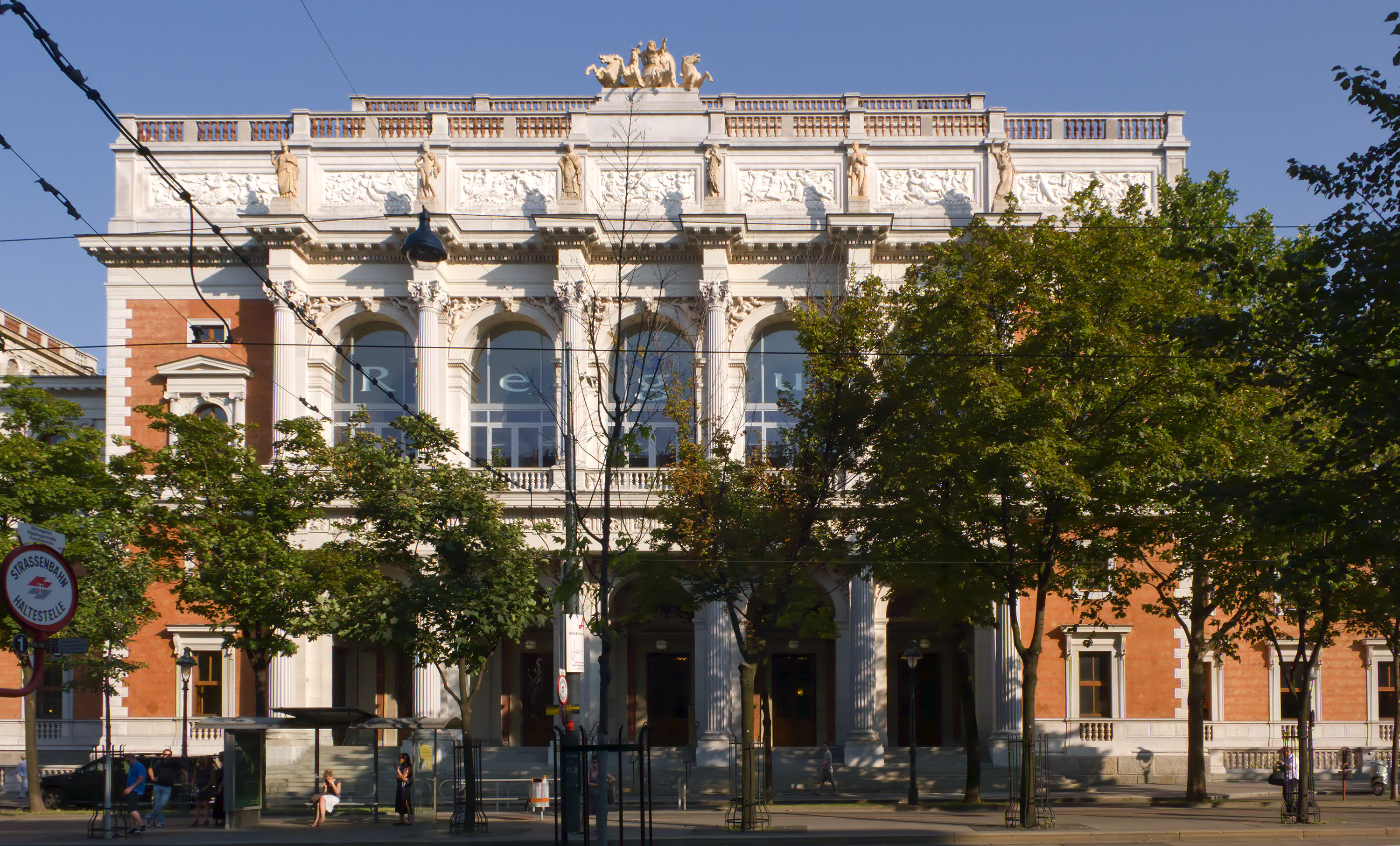
Bourse de Vienne, numéro 16 Schottenring.

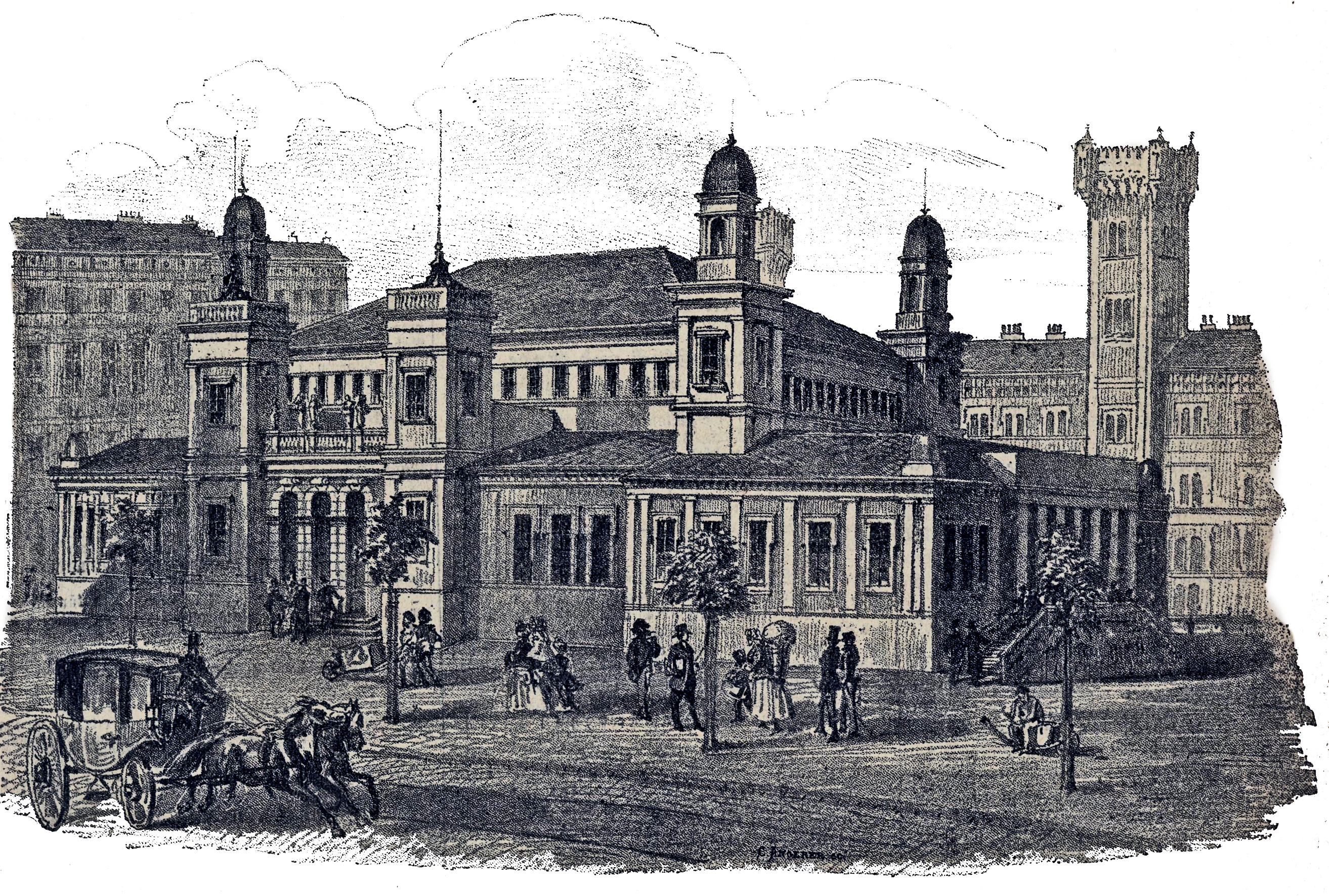
Bourse provisoire, Schottenring 19; utilisée de 1872 à 1877; Lieu du Vendredi Noir, 9 mai 1873

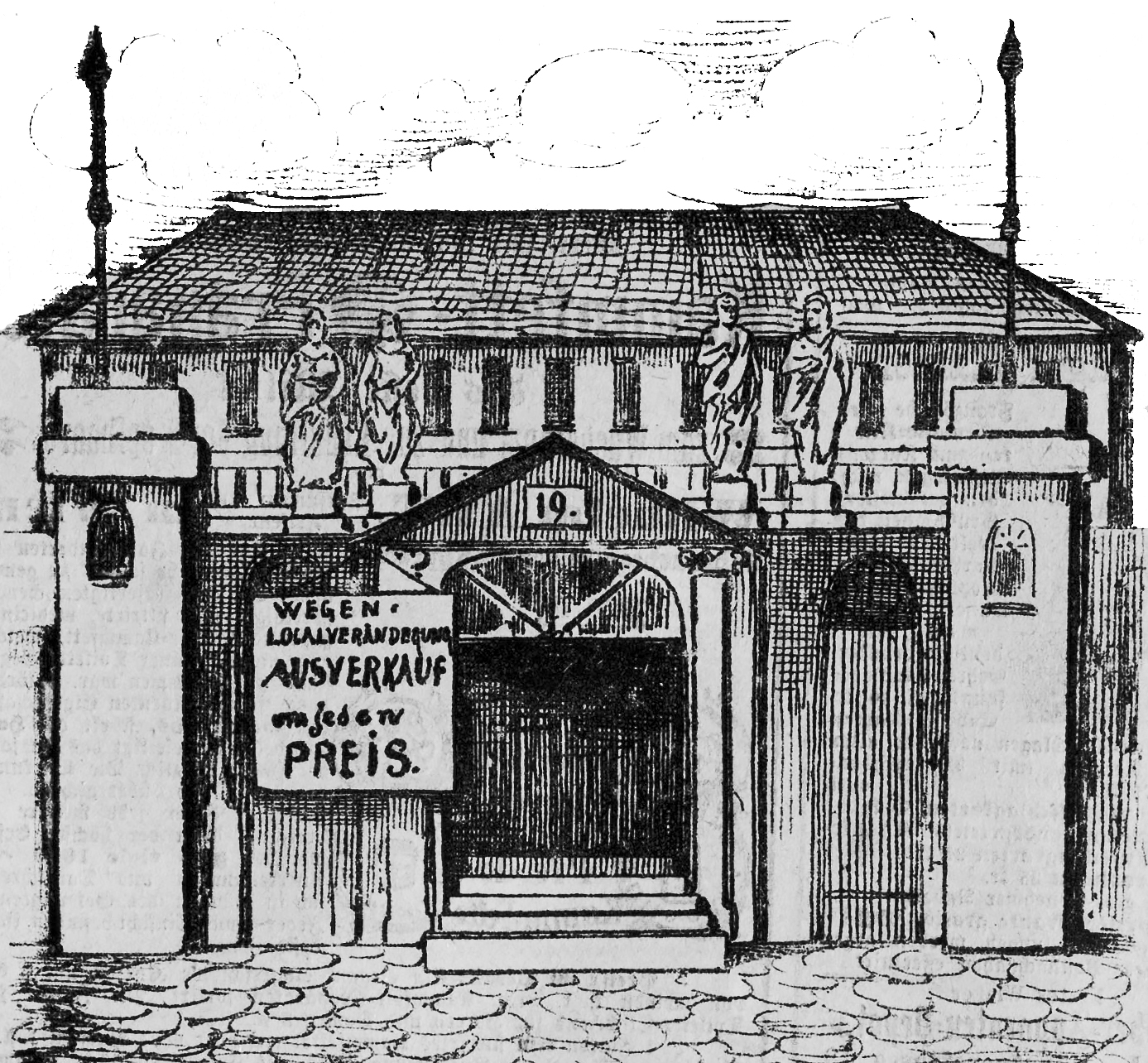
Bourse provisoire, portail, Schottenring 19, sur une caricature de 1877

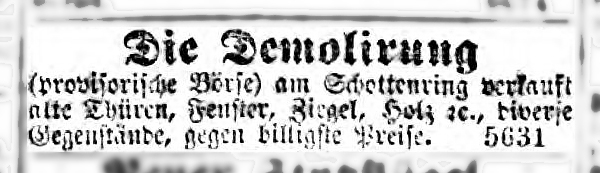
Annonce pour la vente de vestiges de bâtiments de la Bourse provisoire (1877)

 (novembre 2020).
L'Ancienne Bourse de Vienne (également appelée Alte Börse) est un bâtiment historiciste sur la Ringstrasse à Vienne ; il borde le Schottenring, la Wipplingerstraße, la Börsegasse et la Börseplatz.

## Histoire
À partir de 1861, la bourse était installée au siège de la Banque nationale autrichienne, au 4 de la Strauchgasse, dans l'Innere Stadt de Vienne. Cette année-là, la Chambre de la Bourse a pris la décision de construire son propre bâtiment et a acheté un terrain constructible de 3240 m² pour 180 000 florins. Lorsque les conditions d'espace se sont avérées ne plus être durables pour la bourse, le grand plan de Theophil Hansen (1813-1891) a été accepté en 1869, celui de bâtir 8790 m² pour 865 000 florins et un emprunt de 5 millions devant être contracté pour sa réalisation. Au début de 1867, le nombre de visiteurs par jour était compris entre 900 et 1000, il devait atteindre 3200 en 1873.
Outre la planification détaillée du nouveau bâtiment, un soin a été apporté à la construction d'un bâtiment d'urgence : après quelques retards, entre autres dus à un changement de législation fiscale, l'entreprise a passé le 6 mai 1872 ses opérations de bourse dans un bâtiment provisoire à côté de la caserne Rossauer (alors: caserne Rudolph), situation qui a duré jusqu'en 1877.
Le gagnant du concours d'architecture, Theophil Hansen, avait prévu un bâtiment historiciste, typique sur le Ring. Hansen a construit simultanément le bâtiment du Parlement sur une autre section de la Ringstrasse.
Le 14 mars 1877 l'empereur François-Joseph Ier est venu visiter le bâtiment achevé ayant coûté cinq millions de florins . La première réunion boursière s'est tenue le 19 mars 1877 et a ainsi repris entièrement les affaires de bourse. Quelques jours à l'avance, le nouveau bâtiment pouvait être vu par le public sur la base de billets émis gratuitement, la grande salle de la bourse étant entièrement éclairée le soir. L'afflux a été si grand que le 17 mars 1877 au soir, l'archiduc Frédéric (1856–1936) dut s'abstenir de visiter. Un jour plus tard, Dom Pedro II (1825–1891), empereur du Brésil, et son épouse Teresa Maria Cristina de Naples-Sicile étaient invités à la nouvelle bourse.
Le 12 mars 1945, le coin est du bâtiment est gravement endommagé par une bombe. Dans un incendie majeur le 13 avril 1956, la Bourse est gravement endommagée. Lors de la restauration ultérieure, la salle des marchés avec onze départements n'a pas été restaurée, mais réaménagée en cour intérieure, et les opérations de bourse ont repris le 7 décembre 1959.
De sa construction jusqu'au déménagement de la Wiener Börse au Palais Caprara-Geymüller à la fin de 2001 , le bâtiment était le siège de cette institution. Aujourd'hui, c'est l'une des nombreuses attractions de la Ringstrasse de Vienne, et ses salles sont louées pour des événements. Le bâtiment appartient à une fondation laissée par Karl Wlaschek en 2015 .